# Jean-François Senault

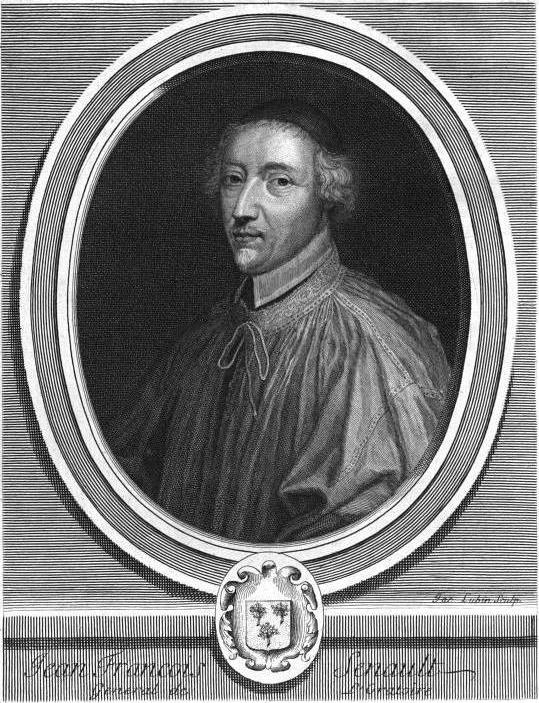
Jean-François Senault (Kupferstich von Jacques Lubin)

Jean-François Senault (* 1599 in Antwerpen; † 3. August 1672 in Paris) war ein französischer Oratorianer, Kanzelredner und theologischer Schriftsteller.

## Leben
Jean-François Senault war der Sohn eines königlichen Sekretärs. Er studierte in Douai und Paris. Er trat 1618 in den Oratorianerorden ein, trat 1623 aus, wurde 1627 Sekretär von Pierre de Bérulle und trat 1628 wieder ein. Nach 15 Jahren Aufbaustudium und 8 Jahren als bewunderter Kanzelredner übernahm er 1662 das Seminar Saint-Magloire und war von 1663 bis zu seinem Tod 1672 Generaloberer der Oratorianer. Die Bischofswürde lehnte er ab.
Senaults Hauptwerk, De l’usage des passions, eine christlich-stoische Behandlung der Affekte und Leidenschaften, wurde zeitnah auch ins Deutsche übersetzt und liegt in moderner französischer Ausgabe vor. Seine Predigten und Leichenreden galten als vorbildlich und wirkten auf Bossuet, Bourdaloue und Fléchier.

## Werke (Auswahl)
- (1637) Paraphrase sur Job.
- (1641) De l’usage des passions. (zahlreiche Auflagen, zuletzt:) Fayard, Paris 1987.
  - (deutsch) Rechtmäßiger Gebrauch der Gemuethsbewegungen des Menschen. 2 Bde. Wildeisen, Ulm 1657.
  - (englisch) The Use of passions, written in French by J. F. Senault and put into English by Henry, earl of Monmouth. London 1671. London 1772.
- (1644) L’Homme criminel, ou la Corruption de la nature par le péché, selon les sentimens de S. Augustin.
  - (Teilübersetzung, deutsch) Senaults „Discours“ von den Mängeln der Wissenschaften, aus dem Französischen übersetzt und mit vielen Anmerkungen, in welchen das Vornehmste, was jemals zur Ehre oder Verachtung der Wissenschaften von den gelehrtesten Männern geschrieben worden, enthalten ist, erlaütert von Philipp Friedrich Mützel. 1764.
- (1645) La Vie de la Mère Magdelaine de S. Joseph, religieuse carmélite deschaussée. (1578–1637)
- (1647) La Vie du révérendissime Jean-Baptiste Gault, de la Congrégation de l’Oratoire, evesque de Marseille. (1595–1643)
- (1648) L’Homme chrestien, ou la Réparation de la nature par la grâce.
- (1653) La Vie de Mme Catherine de Montholon, veuve de M. de Sauzelles, et fondatrice des Ursulines de Dijon. (1568–1650)
- (1656–1658) Panégyriques des saints. 3 Bde.
  - (deutsch) A.R.P. Joannis Franc. Senault, Priesteren und nachmahls Generalen des Oratorii Jesu. Auserordentliche Lehr-, Geist-, Eyfer-, Gedancken- und Concept-volle Lob- und Ehren-Predigen, Von Denen ... Heiligen Gottes, Deren Gedächtnuß das Jahr hindurch hochfeyerlich begangen wird. Rieger, Meyer, Augsburg 1747. (übersetzt von Martial Endel)
- (1661) Discours de la paix, prononcé dans l’église de S.-Paul, l’onzième jour de mars 1660.
- (1661) L’Horoscope de Mgr le Dauphin, discours prononcé dans l’église des prestres de l’Oratoire.
- (1661) Le monarque, ou Les devoirs du souverain.
- (1666) Oraison funèbre d’Anne, Infante d’Espagne, Reine de France, mère du Roi; prononcée dans l’église de S. Eustache.
- (1670) Oraison funèbre de Henriette-Marie de France, reine de la Grande-Bretagne, prononcée dans l’église de Nostre-Dame de Paris, le 25 de novembre.